# Pixar
Pixar Animation Studios (/ˈpɪksɑr/), é um estúdio americano de animação por computador com sede em Emeryville, Califórnia, uma subsidiária da Disney Studios Content de propriedade da The Walt Disney Company. A Pixar começou em 1986 como parte da divisão de computadores Lucasfilm, conhecida como Graphics Group, antes de sua cisão como uma corporação em 3 de fevereiro de 1986, com financiamento do co-fundador da Apple, Steve Jobs, que se tornou seu acionista majoritário. A Disney comprou a Pixar em 2006 por uma avaliação de 7,4 bilhões de dólares, convertendo cada ação da Pixar em 2,3 ações da Disney, uma transação que resultou em Jobs se tornando o maior acionista individual da Disney na época. A Pixar é mais conhecida por seus filmes tecnologicamente desenvolvidos por RenderMan, a implementação da própria empresa da interface de programação de aplicativos de renderização de imagens RenderMan Interface Specification. Luxo Jr., um abajur do curta-metragem homônimo de 1986, é a mascote do estúdio.
A Pixar produziu 28 longas-metragens, começando com Toy Story (1995), que foi o primeiro longa-metragem animado por computador; seu filme mais recente foi Inside Out 2 (2024). O estúdio estreou com classificações CinemaScore de pelo menos um "A−", o que indica uma recepção positiva com o público. O estúdio também produziu dezenas de curtas-metragens. Em julho de 2019, seus filmes ganharam aproximadamente 14 bilhões de dólares de bilheteria mundial, com uma média mundial bruta de 680 milhões de dólares por filme. Toy Story 3 (2010), Finding Dory (2016), Incredibles 2 (2018) e Toy Story 4 (2019) estão entre os 50 filmes de maior bilheteria de todos os tempos, com Incredibles 2 sendo o terceiro filme de animação de maior bilheteria de todos os tempos, com um bruto de 1,2 bilhão de dólares; os outros três também arrecadaram mais de 1 bilhão de dólares. Além disso, 15 dos filmes da Pixar estão entre os 50 filmes de animação de maior bilheteria de todos os tempos.
O estúdio ganhou 21 Óscars, 9 Globos de Ouro e 11 Grammy, junto com vários outros prêmios e reconhecimentos. Grande parte dos filmes da Pixar foram indicados ao Oscar de Melhor Filme de Animação, desde sua inauguração em 2001, com onze vencedores (Finding Nemo, The Incredibles, Ratatouille, WALL-E, Up, Toy Story 3, Brave, Inside Out, Coco, Toy Story 4 e Soul) e mais sete indicados (Monsters, Inc., Cars, Incredibles 2, Onward, Luca, Turning Red e Elemental). Além desse prêmio, Up e Toy Story 3 também foram o segundo e o terceiro filmes de animação, respectivamente, a serem indicados para o Oscar de Melhor Filme (o primeiro sendo Beauty and the Beast da Walt Disney Animation Studios em 1991).
Em 6 de setembro de 2009, os executivos da Pixar John Lasseter, Brad Bird, Pete Docter, Andrew Stanton e Lee Unkrich foram agraciados com o prêmio Leão de Ouro para Lifetime Achievement Awards pelo Festival de Cinema de Veneza. Como parte da cerimônia, o prêmio físico foi entregue ao fundador da Lucasfilm, George Lucas.

## História

### O Início

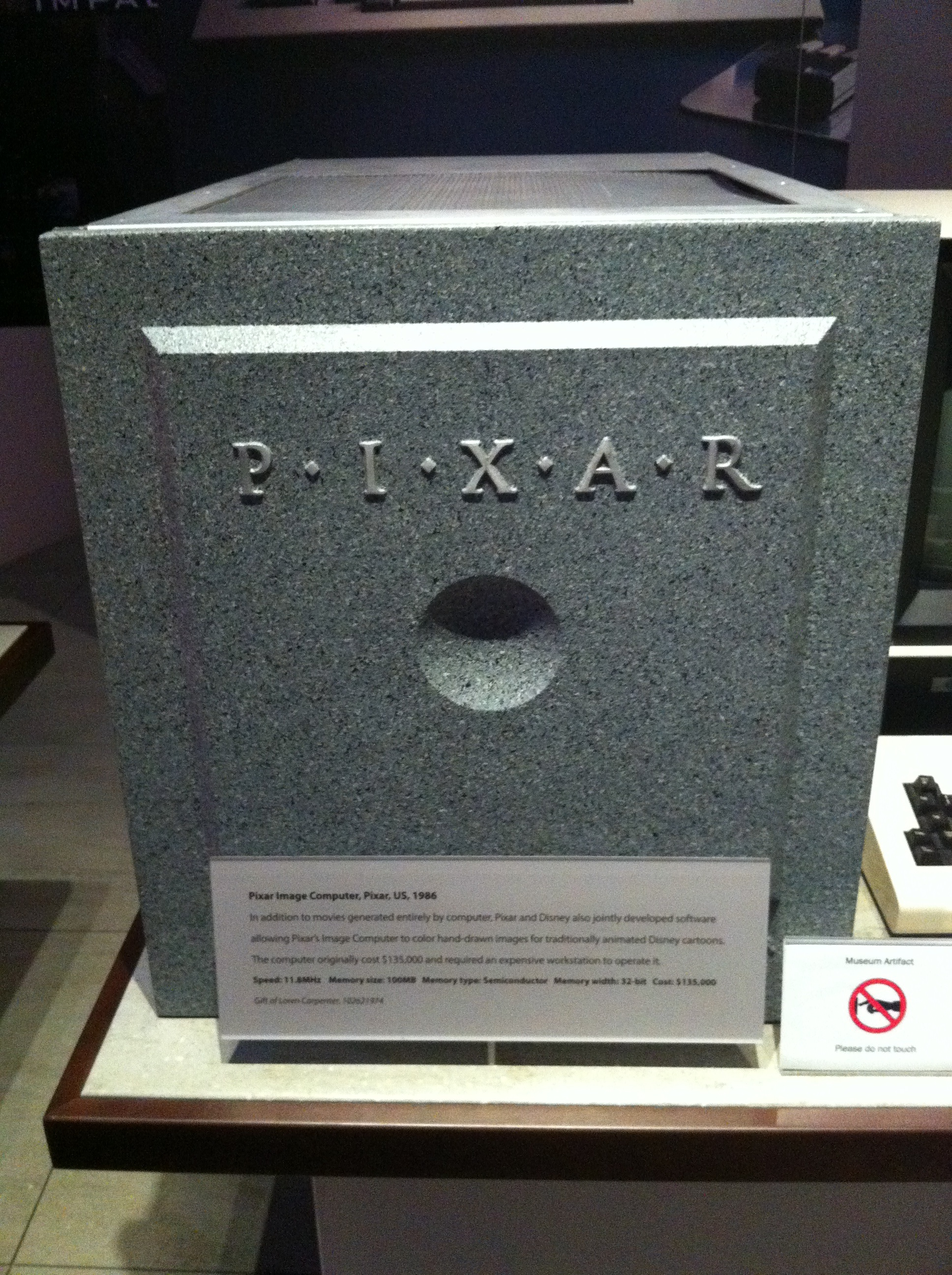
Um computador da Pixar no Museu da História do Computador em Mountain View com a logo de 1986–95 nele

A Pixar começou em 1974 quando o fundador do New York Institute of Technology (NYIT), Alexander Schure, que também era proprietário de um estúdio de animação tradicional, fundou o Computer Graphics Lab (CGL), recrutando cientistas da computação que compartilhavam de suas ambições de criar o primeiro filme animado por computador do mundo. Edwin Catmull e Malcolm Blanchard foram os primeiros a serem contratados e logo se juntaram a Alvy Ray Smith e David DiFrancesco alguns meses depois, que eram os quatro membros originais do Laboratório de Computação Gráfica, localizado em uma garagem convertida de dois andares adquirida do anterior Propriedade de Vanderbilt-Whitney. Schure continuou despejando dinheiro no laboratório de computação gráfica, estimados em 15 milhões de dólares, dando ao grupo tudo o que eles desejavam e levando o NYIT a sérios problemas financeiros. Eventualmente, o grupo percebeu que precisava trabalhar em um estúdio de cinema real para alcançar seu objetivo. Francis Ford Coppola então convidou Smith para sua casa para uma entrevista coletiva de três dias, onde Coppola e George Lucas compartilharam suas visões para o futuro do cinema digital.
Quando Lucas os abordou e lhes ofereceu um emprego em seu estúdio, seis funcionários decidiram se mudar para a Lucasfilm. Durante os meses seguintes, eles gradualmente se demitiram do CGL, encontraram empregos temporários por cerca de um ano para evitar as suspeitas de Schure, antes de ingressar no Grupo de Gráficos da Lucasfilm. O Graphics Group, que era um terço da Divisão de Computadores da Lucasfilm, foi lançado em 1979 com a contratação de Catmull do NYIT, onde ele era responsável pelo Laboratório de Computação Gráfica. Ele foi então reunido com Smith, que também fez a jornada de NYIT para Lucasfilm, e se tornou o diretor do Grupo de Gráficos. No NYIT, os pesquisadores foram os pioneiros em muitas das técnicas de base CG - em particular, a invenção do canal alfa (por Catmull e Smith).. Nos anos seguintes, o CGL produziria alguns quadros de um filme experimental chamado The Works. Depois de passar para a Lucasfilm, a equipe trabalhou na criação do precursor do RenderMan, chamado REYES (para "renderiza tudo o que você já viu") e desenvolveu várias tecnologias críticas para CG - incluindo efeitos de partículas e várias ferramentas de animação.
John Lasseter foi contratado para a equipe da Lucasfilm por uma semana no final de 1983 com o título de "designer de interface"; ele animou o curta-metragem The Adventures of André & Wally B. Nos anos seguintes, um designer sugeriu nomear um novo computador de composição digital como "Picture Maker". Smith sugeriu que o dispositivo baseado em laser tivesse um nome mais cativante e surgiu o nome "Pixer", que depois de uma reunião foi alterado para "Pixar". O termo seria um verbo similar aos da língua espanhola derivado de "pixel", significando "fazer imagens".
Em 1982, a equipe começou a trabalhar em sequências de filmes de efeitos especiais com a Industrial Light & Magic. Após anos de pesquisa e marcos importantes como o Efeito Gênesis em Star Trek II: The Wrath of Khan e o Cavaleiro Vitral em O Enigma da Pirâmide, o grupo, que então contava com 40 indivíduos, foi dividido como uma corporação em fevereiro de 1986 por Catmull e Smith. Entre os 38 funcionários restantes, estavam também Malcolm Blanchard, David DiFrancesco, Ralph Guggenheim e Bill Reeves, que faziam parte da equipe desde a época do NYIT. Tom Duff, também membro da NYIT, mais tarde se juntou à Pixar após sua formação. Com o divórcio de Lucas em 1983, que coincidiu com a queda repentina nas receitas das licenças de Star Wars após o lançamento de Return of the Jedi, eles sabiam que ele provavelmente venderia todo o Graphics Group. Preocupados com a perda dos funcionários se isso acontecesse, o que impediria a criação do primeiro filme animado por computador, concluíram que a melhor maneira de manter a equipe unida era transformar o grupo em uma empresa independente. Mas a Lei de Moore também dizia que o primeiro filme ainda demoraria alguns anos e eles precisavam se concentrar em um produto adequado enquanto esperavam que os computadores se tornassem poderosos o suficiente. Eventualmente, eles decidiram que deveriam ser uma empresa de hardware, entretanto, com seu Pixar Image Computer como o produto principal, um sistema vendido principalmente para agências governamentais e a comunidade científica e médica. Eles também usaram computadores SGI.
Em 1983, Nolan Bushnell fundou um novo estúdio de animação guiada por computador chamado Kadabrascope como uma subsidiária de sua empresa Chuck E. Cheese's Pizza Time Theatres (PTT), que foi fundada em 1977. Apenas um grande projeto foi feito a partir do novo estúdio, um especial de Natal animado para a NBC, estrelado por Chuck E. Cheese e outros mascotes PTT; conhecido como "Chuck E. Cheese: The Christmas That Almost Wasn't". O movimento da animação seria feito usando interpolação em vez da tradicional animação cel. Após a quebra do videogame em 1983, Bushnell começou a vender algumas subsidiárias da PTT para manter o negócio funcionando. A Sente Technologies (outra divisão, foi fundada para ter jogos distribuídos nas lojas (PTT) foi vendida para a Bally Games e o Kadabrascope foi vendido para a Lucasfilm. Os ativos do Kadabrascope foram combinados com a Divisão de Computadores da Lucasfilm. Coincidentemente, um dos primeiros empregos de Steve Jobs foi sob Bushnell em 1973 como técnico em sua outra empresa Atari, que Bushnell vendeu para a Warner Communications em 1976 para se concentrar em PTT. Mais tarde, a PTT iria à falência em 1984 e seria adquirida pela ShowBiz Pizza Place.

### Empresa independente
A recém-independente Pixar (1986) foi chefiada por Edwin Catmull como presidente e Alvy Ray Smith como vice-presidente executivo. Enquanto procurava investidores, Steve Jobs mostrou interesse, mas inicialmente Lucas achou sua oferta muito baixa. No entanto, ele acabou aceitando, depois que se tornou impossível encontrar outros investidores. Nesse ponto, Smith e Catmull foram rejeitados 45 vezes; 35 capitalistas de risco e dez grandes corporações declinaram. Jobs, que recentemente havia sido demitido da Apple, e agora era fundador e CEO da nova empresa de computadores NeXT. Em 3 de fevereiro de 1986, ele pagou 5 milhões de dólares de seu próprio dinheiro a George Lucas pelos direitos de tecnologia e investiu 5 milhões de dólares em dinheiro como capital na empresa, juntando-se ao conselho de diretores como presidente.
Em 1985, ainda na Lucasfilm, eles fizeram um acordo com a editora japonesa Shogakukan para fazer um filme animado por computador chamado Monkey, baseado no Monkey King. O projeto continuou algum tempo depois que eles se tornaram uma empresa separada em 1986, mas no final, ficou claro que a tecnologia não era suficientemente avançada. Os computadores não eram potentes o suficiente e o orçamento seria muito alto. Portanto, decidiu-se focar no negócio de hardware de computador por mais alguns anos, enquanto se esperava até que a Lei de Moore tornasse possível um longa-metragem animado por computador.
Na época, a Walt Disney Studios se interessou e acabou comprando e usando o Pixar Image Computer e um software customizado escrito pela Pixar como parte de seu projeto Computer Animation Production System (CAPS), para migrar a laboriosa tinta e parte do processo de animação 2D para um método mais automatizado. O primeiro longa-metragem da empresa a ser lançado usando esse novo método de animação foi The Rescuers Down Under.
Em uma tentativa de impulsionar as vendas do sistema e aumentar o capital da empresa, Jobs sugeriu disponibilizar o sistema para os usuários comuns e lançar o produto no mercado. O funcionário da Pixar John Lasseter, que há muito tempo trabalha em curtas animações de demonstração sem fins lucrativos, como Luxo Jr. (1986) para mostrar as capacidades do dispositivo, estreou suas criações na SIGGRAPH, a maior convenção da indústria de computação gráfica, com grande fanfarra.
No entanto, o computador de imagem nunca vendeu bem. Vendas inadequadas ameaçavam tirar a empresa do mercado à medida que as perdas financeiras aumentavam. Jobs investiu cada vez mais dinheiro em troca de uma participação maior na empresa, reduzindo a proporção da administração e propriedade dos funcionários até que, finalmente, seu investimento total de 50 milhões de dólares lhe deu o controle de toda a empresa. Em 1989, o crescente departamento de animação de Lasseter, originalmente composto por apenas quatro pessoas (Lasseter, Bill Reeves, Eben Ostby e Sam Leffler), foi transformado em uma divisão que produzia comerciais animados por computador para empresas externas. Em abril de 1990, a Pixar vendeu sua divisão de hardware, incluindo toda a tecnologia de hardware proprietária e software de imagem, para a Vicom Systems e transferiu 18 dos aproximadamente 100 funcionários da Pixar. Naquele mesmo ano, a Pixar mudou-se de San Rafael para Richmond, Califórnia. A Pixar lançou algumas de suas ferramentas de software no mercado aberto para sistemas Macintosh e Windows. RenderMan foi um dos pacotes 3D líderes do início dos anos 1990, e Typestry era um renderizador de texto 3D para fins especiais que competia com o RayDream para adicionar profundidade.[carece de fontes?]
Durante esse período, a Pixar continuou seu relacionamento de sucesso com o Walt Disney Animation Studios, um estúdio cuja matriz corporativa acabaria se tornando seu parceiro mais importante. No entanto, quando 1991 começou, a dispensa de 30 funcionários no departamento de hardware de computador da empresa - incluindo o presidente da empresa, Chuck Kolstad, reduziu o número total de funcionários para apenas 42, essencialmente seu número original (nesse mesmo ano a Disney e a Pixar anunciam um acordo para fazer e distribuir pelo menos um filme de animação gerado por computador). Ainda assim, a Pixar fez um acordo histórico de 26 milhões de dólares com a Disney para produzir três longas-metragens de animação por computador, o primeiro dos quais foi Toy Story, um conceito que era produto das limitações tecnológicas contra as quais CGI lutava na época Naquela época, os programadores de software, que faziam RenderMan e IceMan, e o departamento de animação de Lasseter, que fazia comerciais de televisão (e quatro curtas de Luxo Jr. para Sesame Street no mesmo ano), eram tudo o que restava da Pixar.
Apesar da receita total desses projetos, a empresa continuou a perder dinheiro e Jobs, como presidente do conselho e agora o proprietário pleno, muitas vezes considerou vendê-lo. Mesmo em 1994, Jobs contemplou a venda da Pixar para outras empresas, como Hallmark Cards, o co-fundador da Microsoft, Paul Allen e o CEO e co-fundador da Oracle, Larry Ellison. Só depois de saber dos críticos de Nova York que Toy Story provavelmente seria um sucesso - e confirmar que a Disney iria distribuí-lo para a temporada de Natal de 1995 - ele decidiu dar à Pixar outra chance. Pela primeira vez, ele também assumiu um papel ativo de liderança na empresa e tornou-se CEO.[carece de fontes?]  Toy Story arrecadou mais de 373 milhões de dólares em todo o mundo e, quando a Pixar realizou sua oferta pública inicial em 29 de novembro De 1995, superou o da Netscape como o maior IPO do ano. Em apenas meia hora de negociação, as ações da Pixar dispararam de 22 dólares para 45 dólares, atrasando as negociações por causa de ordens de compra incomparáveis. As ações subiram para 49 dólares antes de fechar o dia em 39 dólares.
Durante as décadas de 1990 e 2000, a Pixar desenvolveu gradualmente o "Pixar Braintrust", o principal processo de desenvolvimento criativo do estúdio, no qual todos os diretores, escritores e principais artistas de storyboard do estúdio olham para os projetos uns dos outros regularmente e se dão muito "notas" sinceras (o termo da indústria para críticas construtivas). O Braintrust opera sob a filosofia de um "estúdio dirigido por cineastas", no qual os criativos ajudam uns aos outros a levar seus filmes adiante por um processo parecido com a revisão por pares, em oposição à abordagem tradicional de Hollywood de um "estúdio dirigido por executivos" em que os diretores são microgerenciados por meio de "notas obrigatórias" de executivos de desenvolvimento classificados acima dos produtores. De acordo com Catmull, ele evoluiu da relação de trabalho entre Lasseter, Stanton, Docter, Unkrich e Joe Ranft em Toy Story.
Como resultado do sucesso de Toy Story, a Pixar construiu um novo estúdio no campus Emeryville, projetado pela PWP Landscape Architecture e inaugurado em novembro de 2000.[carece de fontes?]

### Colaboração com a Disney
Pixar e Disney tiveram desentendimentos sobre a produção de Toy Story 2. Originalmente planejado como um lançamento direto para o vídeo (e, portanto, não fazia parte do acordo de três filmes da Pixar), o filme acabou sendo atualizado para um lançamento nos cinemas durante a produção. A Pixar exigiu que o filme fosse contabilizado para o acordo de três filmes, mas a Disney recusou. Embora lucrativo para ambos, a Pixar posteriormente reclamou que o acordo não era justo. A Pixar foi responsável pela criação e produção, enquanto a Disney cuidou do marketing e distribuição. Os lucros e custos de produção foram divididos em 50-50, mas a Disney possuía exclusivamente todos os direitos da história, personagem e sequência e também cobrava uma taxa de distribuição de 10 a 15 por cento. A falta de direitos de história, personagem e sequência foi talvez o aspecto mais oneroso para a Pixar e preparou o terreno para um relacionamento contencioso.
As duas empresas tentaram chegar a um novo acordo por dez meses antes que ele caísse em janeiro de 2004. O novo acordo seria apenas para distribuição, já que a Pixar pretendia controlar a produção e possuir a história, personagem e direitos de sequência resultantes enquanto a Disney seria proprietária o direito de preferência para distribuir quaisquer sequelas. A Pixar também queria financiar seus filmes por conta própria e coletar 100% dos lucros, pagando à Disney apenas a taxa de distribuição de 10 a 15%. Mais importante ainda, como parte de qualquer acordo de distribuição com a Disney, a Pixar exigia controle sobre os filmes já em produção sob seu antigo contrato, incluindo The Incredibles (2004) e Cars(2006). A Disney considerou essas condições inaceitáveis, mas a Pixar não iria conceder.
Desentendimentos entre Steve Jobs e o então presidente e CEO da Disney, Michael Eisner, tornaram as negociações mais difíceis do que poderiam ter sido de outra forma. Eles quebraram completamente em meados de 2004, com a Disney formando o Circle 7 Animation e Jobs declarando que a Pixar estava procurando parceiros além da Disney. Apesar deste anúncio e de várias conversas com a Warner Bros., Sony Pictures e 20th Century Fox, a Pixar não entrou em negociações com outros distribuidores, embora um porta-voz da Warner Bros. tenha dito à CNN: "Adoraríamos ter um negócio com a Pixar. Eles são uma grande empresa." Depois de um longo hiato, as negociações entre as duas empresas foram retomadas após a saída de Eisner da Disney em setembro de 2005. Em preparação para um conflito potencial entre Pixar e Disney, Jobs anunciou no final de 2004 que a Pixar não lançaria mais filmes no período de novembro ditado pela Disney, mas durante os primeiros meses de verão, mais lucrativos. Isso também permitiria à Pixar lançar DVDs para seus principais lançamentos durante a temporada de compras de Natal. Um benefício adicional de adiar a Cars de 4 de novembro de 2005 a 9 de junho de 2006 foi estender o prazo restante no contrato Pixar-Disney, para ver como as coisas funcionariam entre as duas empresas.
Enquanto se aguarda a aquisição da Pixar pela Disney, as duas empresas criaram um acordo de distribuição para o lançamento pretendido de Ratatouille em 2007, se a aquisição fracassasse, para garantir que este filme ainda seria lançado através dos canais de distribuição da Disney. Em contraste com o acordo anterior com a Pixar, Ratatouille deveria permanecer uma propriedade da Pixar e a Disney teria recebido apenas uma taxa de distribuição. A conclusão da aquisição da Pixar da Disney, no entanto, anulou este acordo de distribuição.

### Subsidiária da Disney
Em janeiro de 2006, a Disney finalmente concordou em comprar a Pixar por aproximadamente 7,4 bilhões de dólares em um acordo com todas as ações. Após a aprovação dos acionistas da Pixar, a aquisição foi concluída em 5 de maio de 2006. A transação catapultou Jobs, que detinha 49,65% do total das ações da Pixar, para o maior acionista individual da Disney com 7%, avaliado em 3,9 bilhões de dólares, e um novo assento em seu conselho de administração. As novas participações de Jobs na Disney ultrapassaram as do ex-CEO Michael Eisner, o principal acionista anterior, que ainda tinha 1,7%; e o diretor emérito da Disney, Roy E. Disney, que detinha quase 1% das ações da empresa. Os acionistas da Pixar receberam 2,3 ações ordinárias da Disney para cada ação ordinária da Pixar resgatada.[carece de fontes?]
Como parte do acordo, John Lasseter, até então vice-presidente executivo, tornou-se Diretor de Criação (reportando-se diretamente ao presidente e CEO Robert Iger e consultando o diretor da Disney Roy E. Disney) da Pixar e da Walt Disney Animation Studios (incluindo sua divisão DisneyToon Studios), bem como o principal consultor criativo da Walt Disney Imagineering, que projeta e constrói os parques temáticos da empresa. Catmull manteve sua posição como presidente da Pixar, ao mesmo tempo em que se tornou presidente da Walt Disney Animation Studios, reportando-se a Iger e Dick Cook, presidente da Walt Disney Studios. A posição de Jobs como presidente e CEO da Pixar foi abolida e, em vez disso, ele assumiu um lugar no conselho de diretores da Disney.
Depois que o negócio foi fechado em janeiro de 2006, Lasseter revelou que Iger percebeu que a Disney precisava comprar a Pixar enquanto assistia a um desfile na abertura da Hong Kong Disneyland em setembro de 2005. Iger notou que de todos os personagens da Disney no desfile, nenhum era um personagem que a Disney havia criado nos últimos dez anos, já que todos os mais novos foram criados pela Pixar. Ao retornar a Burbank, Iger encomendou uma análise financeira que confirmou que a Disney havia realmente perdido dinheiro com animação na última década e, em seguida, apresentou essa informação ao conselho de diretores em sua primeira reunião após ser promovido de COO a CEO, e ao conselho , por sua vez, autorizou-o a explorar a possibilidade de um acordo com a Pixar. Lasseter e Catmull ficaram desconfiados quando o tópico da compra da Pixar pela Disney surgiu pela primeira vez, mas Jobs pediu-lhes que dessem uma chance a Iger (com base em sua própria experiência ao negociar com Iger no verão de 2005 os direitos dos programas da ABC para o iPod Classic de quinta geração), e, por sua vez, Iger os convenceu da sinceridade de sua epifania de que a Disney realmente precisava se concentrar novamente na animação.

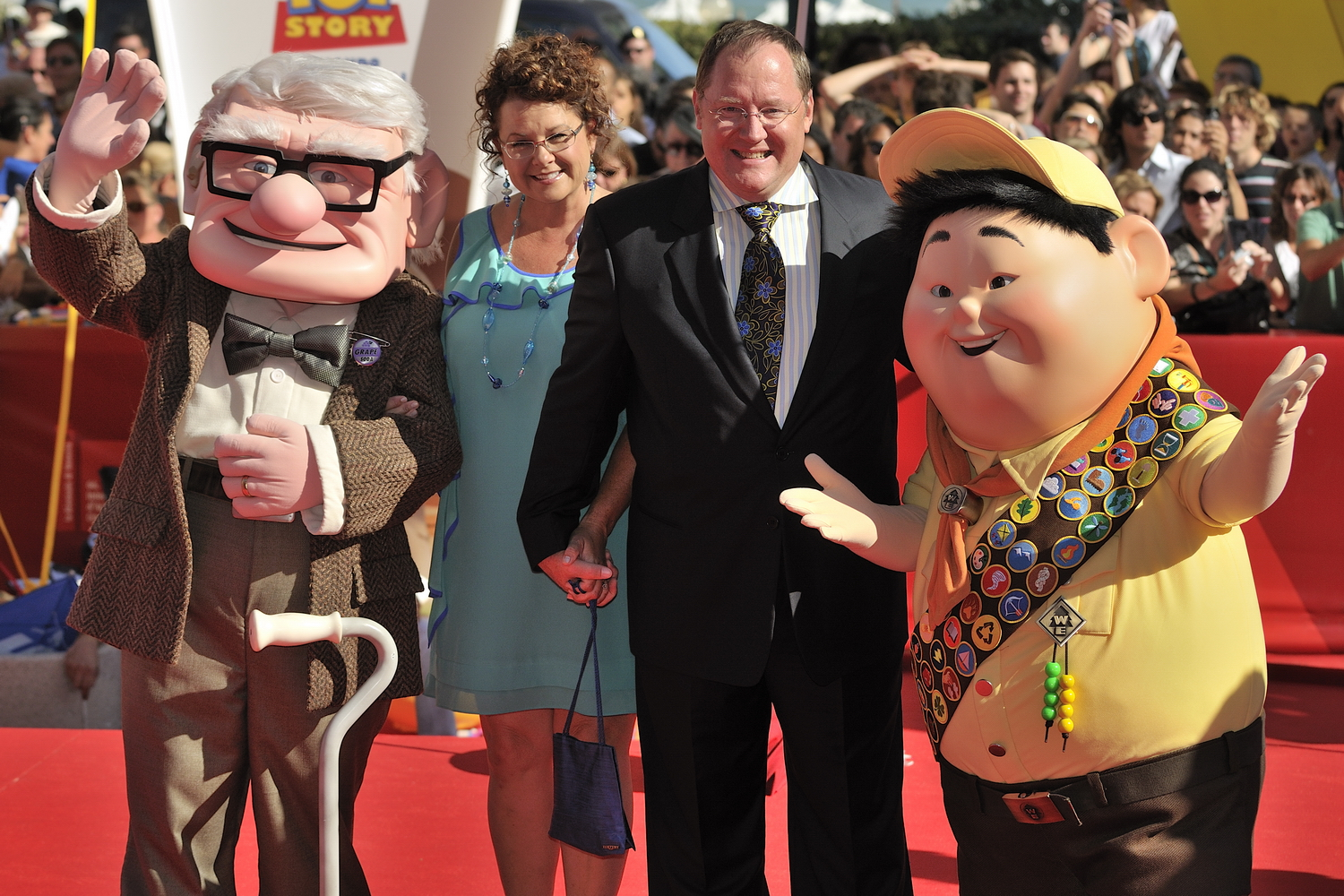
John Lasseter aparece com os personagens de Up no Festival Internacional de Cinema de Veneza em 2009.

A supervisão de Lasseter e Catmull dos estúdios Disney Feature Animation e Pixar não significava que os dois estúdios estavam se fundindo. Na verdade, condições adicionais foram estabelecidas como parte do acordo para garantir que a Pixar permanecesse uma entidade separada, uma preocupação que os analistas expressaram sobre o acordo com a Disney. Algumas dessas condições eram que as políticas de RH da Pixar iriam permanecer intactas, incluindo a falta de contratos de trabalho. Além disso, o nome Pixar continuaria garantido, e o estúdio permaneceria em sua atual Emeryville, Califórnia, local com a placa "Pixar". Finalmente, a marca dos filmes feitos após a fusão seria "Disney•Pixar" (começando com Cars).
Jim Morris, produtor de WALL-E (2008), tornou-se gerente geral da Pixar. Nesta nova posição, Morris assumiu o controle do dia-a-dia das instalações e produtos do estúdio.
Depois de alguns anos, Lasseter e Catmull foram capazes de transferir com sucesso os princípios básicos da Pixar Braintrust para o Disney Animation Studio, embora as reuniões do Disney Story Trust sejam supostamente "mais educadas" do que as da Pixar Braintrust. Catmull explicou mais tarde que, após a fusão, para manter as identidades e culturas separadas dos estúdios (não obstante o fato de propriedade comum e administração sênior comum), ele e Lasseter "traçaram uma linha dura" de que cada estúdio era o único responsável por seus próprios projetos e não seria permitido tomar emprestado pessoal ou emprestar tarefas a outro. Essa regra garante que cada estúdio mantenha "propriedade local" dos projetos e possa se orgulhar de seu próprio trabalho. Assim, por exemplo, quando a Pixar teve problemas com Ratatouille e a Disney Animation teve problemas com Bolt (2008), "ninguém os salvou" e cada estúdio foi obrigado a "resolver o problema por conta própria", mesmo quando sabiam que havia pessoal no outro estúdio que teoricamente poderia ter ajudado.
Em novembro de 2014, Morris foi promovido a presidente da Pixar, enquanto seu homólogo na Disney Animation, o gerente geral Andrew Millstein, também foi promovido a presidente desse estúdio. Ambos continuam a reportar a Catmull, que mantém o título de presidente da Disney Animation e Pixar.
Em 21 de novembro de 2017, Lasseter anunciou que estava tirando uma licença de seis meses após reconhecer o que chamou de "erros" em seu comportamento com os funcionários em um memorando para a equipe. De acordo com o The Hollywood Reporter e o The Washington Post, Lasseter tinha um histórico de alegada má conduta sexual em relação aos funcionários. Em 8 de junho de 2018, foi anunciado que Lasseter deixaria a Disney Animation e a Pixar no final do ano, mas assumiria um papel de consultoria até então. Pete Docter foi anunciado como substituto de Lasseter como diretor de criação da Pixar em 19 de junho de 2018.
Em 23 de outubro de 2018, foi anunciado que Catmull se aposentaria. Ele permaneceu como consultor até julho de 2019. Em 18 de janeiro de 2019, foi anunciado que Lee Unkrich deixaria a Pixar após 25 anos.

### Expansão
Em 20 de abril de 2010, a Pixar abriu a Pixar Canadá no centro de Vancouver, British Columbia, Canadá. O estúdio de aproximadamente 2.000 metros quadrados produziu sete curtas-metragens baseados em personagens de Toy Story e Cars. Em outubro de 2013, o estúdio foi fechado para redirecionar os esforços da Pixar em sua sede principal.

## Campus

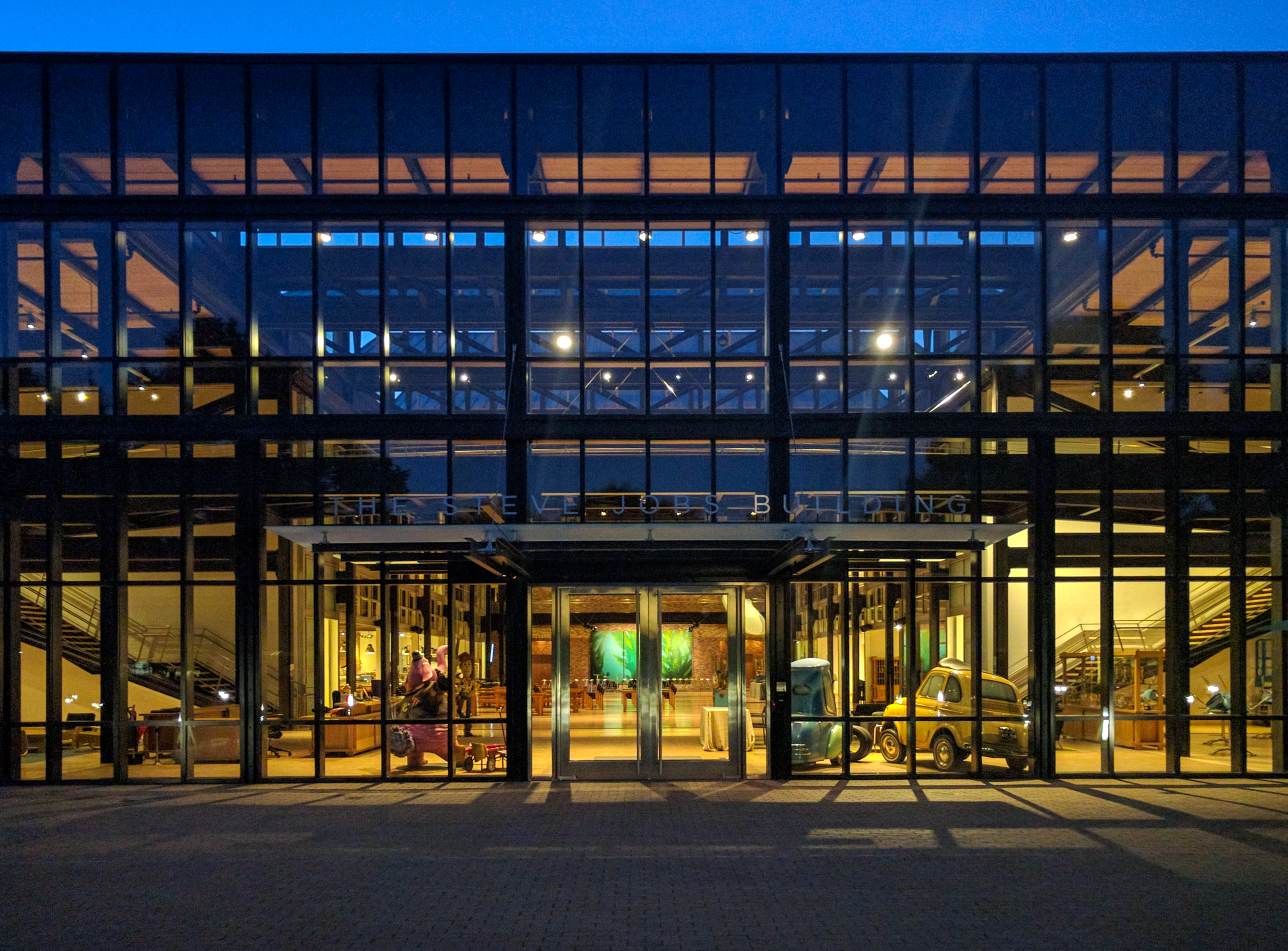
O Edifício Steve Jobs nos campus da Pixar em Emeryville

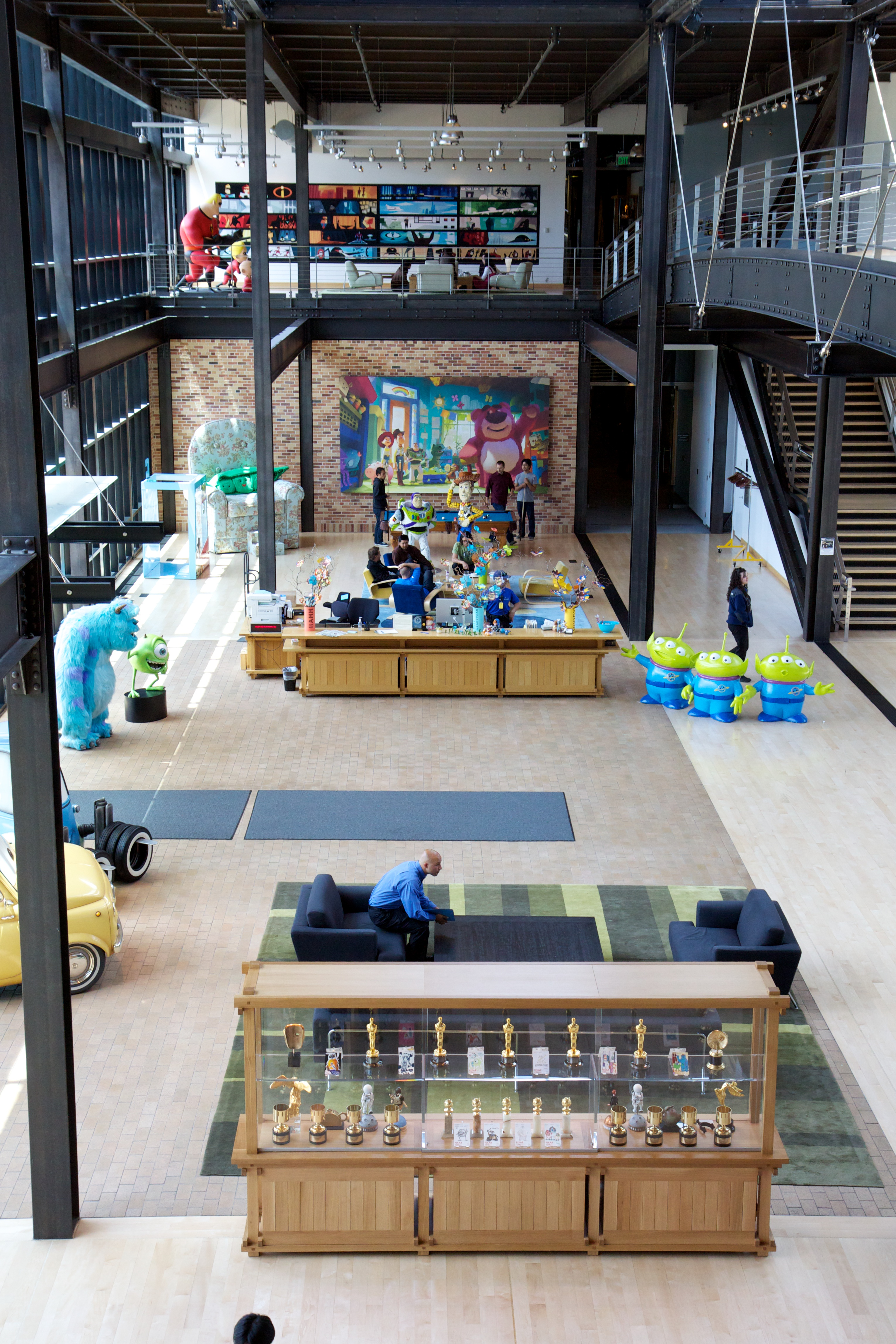
O átrio dos campus da Pixar

Quando Steve Jobs, diretor executivo da Apple Inc. e Pixar, e John Lasseter, então vice-presidente executivo da Pixar, decidiram transferir seus estúdios de um espaço alugado em Point Richmond, Califórnia, para aposentos maiores próprios, eles escolheram um local de 20 acres em Emeryville, Califórnia, anteriormente ocupado pela Del Monte Foods, Inc. O primeiro edifício de vários, uma estrutura de alta tecnologia projetada por Bohlin Cywinski Jackson, tem fundações especiais e geradores para garantir a continuidade produção de filmes, mesmo em meio a grandes terremotos. O caráter do edifício pretende relembrar abstratamente o passado industrial de Emeryville. O prédio de aço e alvenaria de dois andares é um espaço colaborativo com muitos caminhos.
A revolução digital na produção de filmes foi impulsionada pela matemática aplicada, incluindo física computacional e geometria. Em 2008, isso levou o cientista sênior da Pixar, Tony DeRose, a oferecer o anfitrião do segundo Julia Robinson Mathematics Festival no campus em Emeryville.

## Filmes e Curtas-metragens

### Tradições
Embora alguns dos primeiros animadores da Pixar fossem ex-animadores tradicionais, incluindo John Lasseter, eles também vieram da animação digital ou eram recém-formados na faculdade. Um grande número de animadores que compõem o departamento de animação da Pixar foram contratados na época em que o estúdio lançou A Bug's Life (1998), Monsters, Inc. (2001) e Finding Nemo (2003). Embora Toy Story (1995) tenha sido um filme de sucesso, foi o primeiro longa-metragem da Pixar na época, tornando-se o primeiro grande estúdio de animação por computador a produzir longas-metragens teatrais com sucesso. A maior parte da indústria de animação estava (e ainda está) localizada em Los Angeles, enquanto a Pixar está localizada a 350 milhas (560 km) ao norte na área da Baía de São Francisco. Além disso, a animação tradicional desenhada à mão ainda era o meio dominante para filmes de animação.[carece de fontes?]
Com a escassez de animadores de Los Angeles dispostos a mudar suas famílias para o norte para desistir da animação tradicional e tentar a animação digital, as novas contratações da Pixar na época vieram diretamente da faculdade ou trabalharam fora da animação de longa-metragem. Para aqueles que tinham habilidades de animação tradicionais, o software de animação da Pixar Marionette foi projetado de forma que os animadores tradicionais precisassem de um mínimo de treinamento antes de se tornarem produtivos.
Em uma entrevista com o apresentador de talk show da PBS, Tavis Smiley, Lasseter disse que os filmes da Pixar seguem o mesmo tema de autoaperfeiçoamento que a própria empresa tem: com a ajuda de amigos ou familiares, um personagem se aventura no mundo real aprende a valorizar seus amigos e familiares. No fundo, Lasseter disse, "tem que ser sobre o crescimento do personagem principal e como ele muda."
Todo longa-metragem da Pixar inclui um personagem dublado pelo ator John Ratzenberger, que estrelou o famoso programa de TV, Cheers (1982-93). A Pixar homenageou seu "amuleto da boa sorte" nos créditos finais de Carros (2006) parodiando cenas de três de seus filmes anteriores (Toy Stoy, Monsters, Inc. e A Bug's Life), substituindo todos os personagens por veículos motorizados . Após a terceira cena, Mack (seu personagem em Carros) percebe que o mesmo ator dublou personagens em todos os filmes.
Devido às tradições que ocorreram dentro dos filmes e curtas, como criaturas e objetos antropomórficos, bem como cruzamentos de ovo de páscoa entre filmes e curtas que foram vistos pelos fãs da Pixar, uma postagem no blog intitulada The Pixar Theory foi publicada em 2013 por Jon Negroni propondo que todos os personagens do universo Pixar fossem relacionados. Está tudo cercado de Boo da Monsters Inc. e da Witch de Brave (2012).

### Sequências e Prequelas
Toy Story 2 foi originalmente encomendado pela Disney como um filme direto para vídeo de 60 minutos. Expressando dúvidas sobre a força do material, John Lasseter convenceu a equipe da Pixar a começar do zero e fazer da sequência seu terceiro longa-metragem.
Após o lançamento de Toy Story 2 em 1999, a Pixar e a Disney chegaram a um acordo de cavalheiros que a Disney não faria nenhuma sequência sem o envolvimento da Pixar, apesar de seu próprio direito de fazê-lo. Depois que as duas empresas não conseguiram chegar a um acordo, a Disney anunciou em 2004 que planejaria seguir em frente com as sequências com ou sem a Pixar e colocar Toy Story 3 em pré-produção na então nova divisão CGI da Disney, Circle 7 Animation. No entanto, quando Lasseter foi colocado no comando de todas as animações da Disney e Pixar após a aquisição da Pixar pela Disney em 2006, ele colocou todas as sequências em espera e Toy Story 3 foi cancelado. Em maio de 2006, foi anunciado que Toy Story 3 estava de volta em pré-produção com um novo enredo e sob o controle da Pixar. O filme foi lançado em 18 de junho de 2010, como o décimo primeiro longa-metragem da Pixar.
Pouco depois de anunciar a ressurreição de Toy Story 3, Lasseter alimentou especulações sobre outras sequências, dizendo: "Se tivermos uma grande história, faremos uma sequência." Carros 2, a primeira sequência não Toy Story da Pixar, foi anunciado oficialmente em abril de 2008 e lançado em 24 de junho de 2011 como seu décimo segundo. Monsters University, uma prequela de Monsters, Inc. (2001), foi anunciada em abril de 2010 e inicialmente definida para lançamento em novembro de 2012; a data de lançamento foi adiada para 21 de junho de 2013 devido ao sucesso anterior da Pixar com lançamentos de verão, de acordo com um executivo da Disney.
Em junho de 2011, Tom Hanks, que dublou Woody na franquia de Toy Story, deu a entender que Toy Story 4 estava "nas obras", embora ainda não tivesse sido confirmado pelo estúdio. Em abril de 2013, Finding Dory, uma sequência de Finding Nemo, foi anunciado para lançamento em 17 de junho de 2016. Em março de 2014, Incredibles 2  e Carros 3 foram anunciados como filmes em desenvolvimento. Em novembro de 2014, Toy Story 4 foi confirmado para estar em desenvolvimento com Lasseter servindo como diretor. No entanto, em julho de 2017, Lasseter anunciou que havia renunciado, deixando Josh Cooley como único diretor. Lançado em junho de 2019, Toy Story 4 está entre os 40 filmes de maior bilheteria do cinema americano.

### Adaptação para a televisão
Toy Story foi o primeiro filme da Pixar a ser adaptado para a televisão com o filme e série de TV, Buzz Lightyear of Star Command na rede de televisão UPN, agora The CW. Carros tornou-se o segundo com a ajuda de Cars Toons, uma série de curtas-metragens de 3 a 5 minutos entre intervalos regulares de shows do Disney Channel e apresentando Mater (um reboque dublado pelo comediante Larry the Cable Guy). Entre 2013 e 2014, a Pixar lançou seus dois primeiros especiais de televisão, Toy Story of Terror! e Toy Story That Time Forgot. Monsters at Work, uma série de televisão spin-off da Monsters, Inc., está atualmente em desenvolvimento para o Disney+.
Em 10 de dezembro de 2020, foi anunciado que três séries, Dug Days (sobre Dug de Up), uma série de Carros sem título e uma série original intitulado Win or Lose seriam lançadas no Disney+.
| Nº | Data de lançamento    | Título original            | Título no Brasil                 | Título em Portugal           | Diretor       | Produtor     | IMDb |
| -- | --------------------- | -------------------------- | -------------------------------- | ---------------------------- | ------------- | ------------ | ---- |
| 1  | 16 de outubro de 2013 | Toy Story of Terror        | Toy Story de Terror              | Toy Story de Terror          | Angus MacLane | Galyn Susman | 7,5  |
| 2  | 4 de dezembro de 2014 | Toy Story That Time Forgot | Toy Story: Esquecidos pelo Tempo | Toy Story: Perdidos no Tempo | Steve Purcell | Galyn Susman | 7,2  |

### Animação e live-action
Todos os filmes e curtas da Pixar até agora foram animados por computador, mas até agora, WALL-E (2008) foi o único filme da Pixar que não foi totalmente animado, pois apresentava uma pequena quantidade de filmagens de ação ao vivo enquanto o Day & Night (2010), Kitbull (2019) e Burrow (2020) são os únicos três curtas com animação 2D. 1906, o filme live-action de Brad Bird baseado em um roteiro e romance de James Dalessandro sobre o terremoto de 1906, estava em desenvolvimento, mas foi abandonado por Bird e Pixar. Bird declarou que estava "interessado em entrar no mundo da ação ao vivo com alguns projetos" enquanto "ficava na Pixar [porque] é um ambiente muito confortável para eu trabalhar". Em junho de 2018, Bird mencionou a possibilidade de adaptar o romance como uma série de TV, e a sequência do terremoto como um longa-metragem live-action.
O curta Hawaiian Vacation (2011) de Toy Story Toons também inclui o peixe e o tubarão como em live-action.
Jim Morris, presidente da Pixar, produziu John Carter da Disney (2012), que Andrew Stanton co-escreveu e dirigiu.
Os chefes de criação da Pixar foram consultados para ajustar o roteiro do filme live-action de 2011 The Muppets. Da mesma forma, a Pixar ajudou no desenvolvimento da história de The Jungle Book (2016) da Disney, bem como forneceu sugestões para a sequência de créditos finais do filme. Tanto a Pixar quanto Mark Andrews receberam um crédito de "Agradecimento Especial" nos créditos do filme. Além disso, muitos animadores da Pixar, antigos e atuais, foram recrutados para uma sequência animada tradicional desenhada à mão para o filme Mary Poppins Returns de 2018.
Os representantes da Pixar também ajudaram na localização para o inglês de vários filmes do Studio Ghibli, principalmente os de Hayao Miyazaki.
Em 2019, a Pixar desenvolveu um reality show de live-action com câmeras escondidas, intitulado Pixar In Real Life, para o Disney+.

### Próximos Filmes
Os próximos cinco filmes foram anunciados. O primeiro, intitulado 'Elio', será lançado no dia 1 de Março de 2024, seguido de 'Inside Out 2' em 14 de Junho do mesmo ano, e outros três filmes ainda sem títulos revelados, mas um deles está marcado para o dia 13 de Junho de 2025, e os outros dois para os dias 6 de Março e 19 de Junho de 2026.

## Franquias
| Títulos         | Filmes | Curtas | Séries | Datas                             |
| --------------- | ------ | ------ | ------ | --------------------------------- |
| Toy Story       | 4      | 1      | 4      | 22 de novembro de 1995 - presente |
| Monsters, Inc.  | 2      | 2      | 1      | 2 de novembro de 2001 - presente  |
| Finding Nemo    | 2      | 2      | 0      | 30 de maio de 2003 - presente     |
| The Incredibles | 2      | 4      | 0      | 5 de novembro de 2004 - presente  |
| Cars            | 3      | 5      | 3      | 9 de junho de 2006 - presente     |
| Inside Out      | 2      | 2      | 1      | 18 de junho de 2015 - presente    |
| Up              | 1      | 2      | 1      | 29 de maio de 2009 - presente     |

## Co-op Program
O Pixar Co-op Program, uma parte do programa de desenvolvimento profissional da Pixar University, permite que seus animadores usem os recursos da Pixar para produzir filmes independentes. O primeiro projeto 3D aceito no programa foi Borrowed Time (2016); todos os filmes aceitos anteriormente eram live-action.

## Exposições
Desde dezembro de 2005, a Pixar tem realizado exposições celebrando a sua arte e os seus artistas ao longo de seus primeiros vinte anos na animação.

### Pixar: 20 Anos de Animação
Pixar celebrou seu 20.º aniversário em 2006 com o lançamento de seu sétimo longa-metragem, Carros, e realizou duas exposições de abril a junho de 2010 no Science Centre Singapore em Jurong East, Singapura e no Museu da Ciência em Londres. Foi a primeira vez que fizeram uma exposição em Singapura.[carece de fontes?]
Os destaques da exposição consistem em esboços de trabalho em andamento de várias produções da Pixar, esculturas de argila de seus personagens e um curta autostereoscópico apresentando uma versão 3D das peças da exposição que é projetada por meio de quatro projetores. Outro destaque é o Zootropo, onde os visitantes da exposição veem figuras de personagens de Toy Story "animadas" na vida real por meio do zootropo.

### Pixar: 25 Anos de Animação
A Pixar celebrou seu 25.º aniversário em 2011 com o lançamento de seu décimo segundo longa-metragem, Carros 2, e realizou uma exposição no Museu de Oakland da Califórnia de julho de 2010 a janeiro de 2011. A turnê da exposição estreou em Hong Kong e foi realizada no Hong Kong Heritage Museum em Sha Tin de 27 de março a 11 de julho de 2011. Em 2013, a exposição foi realizada na EXPO de Amsterdã, na Holanda. Por 6 meses, de 6 de julho de 2012 a 6 de janeiro de 2013, a cidade de Bonn (Alemanha) sediou a exibição pública.
Em 16 de novembro de 2013, a exposição foi transferida para o museu Art Ludique em Paris, França, com exibição programada até 2 de março de 2014. A exposição mudou-se para três cidades espanholas mais tarde em 2014 e 2015: Madrid (realizada na CaixaForum de 21 de março a 22 de junho), Barcelona (realizada também na Caixaforum de fevereiro a maio) e Saragoça.
Pixar: 25 Anos de Animação inclui todas as obras de arte da Pixar: 20 Anos de Animação, além de arte de Ratatouille, WALL-E, Up e Toy Story 3.[carece de fontes?]

### The Science Behind Pixar
The Science Behind Pixar é uma exposição itinerante que foi inaugurada em 28 de junho de 2015, no Museu da Ciência em Boston, Massachusetts. Foi desenvolvido pelo Museu da Ciência em colaboração com a Pixar. A exposição apresenta quarenta elementos interativos que explicam o pipeline de produção da Pixar. Eles são divididos em oito seções, cada uma demonstrando uma etapa no processo de filmagem: Modelagem, Rigging, Superfícies, Conjuntos e Câmeras, Animação, Simulação, Iluminação e Renderização. Antes de entrar na exposição, os visitantes assistem a um pequeno vídeo em um teatro introdutório que mostra o Sr. Ray de Finding Nemo e Roz de Monsters, Inc..[carece de fontes?]
A exposição encerrou em 10 de janeiro de 2016 e foi transferida para o Instituto Franklin na Filadélfia, Pensilvânia, onde funcionou de 12 de março a 5 de setembro. Em seguida, foi transferida para o California Science Center em Los Angeles, Califórnia e foi inaugurada a partir de 15 de outubro, 2016 a 9 de abril de 2017. Fez outra parada no Museu da Ciência em Minnesota em St. Paul, Minnesota, de 27 de maio a 4 de setembro de 2017.
A exposição foi inaugurada no Canadá no 1.º de julho de 2017, no TELUS World of Science - Edmonton (TWOSE).[carece de fontes?]

### Pixar: A História do Design
Pixar: A História do Design foi uma exposição realizada no Cooper Hewitt, Smithsonian Design Museum na cidade de Nova York de 8 de outubro de 2015 a 11 de setembro de 2016. O museu também hospedou uma apresentação e conversa com John Lasseter em 12 de novembro de 2015, intitulada "Design By Hand: Pixar's John Lasseter".

### Pixar: 30 Anos de Animação
A Pixar celebrou seu 30.º aniversário em 2016 com o lançamento de seu décimo sétimo longa-metragem Finding Dory, e montou outra exposição marcante. A exposição foi aberta pela primeira vez no Museu de Arte Contemporânea de Tóquio, Japão, de 5 de março de 2016 a 29 de maio de 2016. Posteriormente, ela foi transferida para o Museu Nacional de História do Museu de Arte da Prefeitura de Nagasaki, Dongdaemun Design Plaza, onde terminou em 5 de março de 2018 no Museu do Patrimônio de Hong Kong.